# Kozopolianski
Kozopolianski (del ruso: Козополянский) es un jútor del raión de Guiaguínskaya en la república de Adiguesia de Rusia. Está situado en la orilla izquierda del río Fars, 26 km al este de Guiaguínskaya y 26 km al nordeste de Maikop, la capital de la república. Tenía 77 habitantes en 2010
Pertenece al municipio de Serguíyevskoye.